# John Burgess Karslake
John Burgess Karslake, (13 décembre 1821 - 4 octobre 1881) est un avocat et homme politique anglais.

## Biographie
Fils d'Henry Karslake, avocat et secrétaire confidentiel du duc de Kent, de sa femme Elizabeth Marsh Preston, fille de Richard Preston, avocat et député d'Ashburton, il fait ses études à Harrow. Son frère aîné, Edward Kent Karslake (1820-1892), est un conseiller de la reine, député de Colchester et membre du Balliol College, Oxford.
Il est nommé avocat du Middle Temple en 1846 et conseiller de la reine en 1861. Il occupe le poste de solliciteur général en 1866-1867 et de procureur général de 1867 à 1868 et de nouveau en 1874. Il est fait chevalier en 1866 et nommé conseiller privé en 1876. Il est membre de la Commission judiciaire.
Entre 1867 et 1868, il est député conservateur de Andover. Cette circonscription est réduite à un siège en 1868 et Karslake se présente sans succès à Exeter aux élections générales de cette année-là. Il est député de Huntingdon de 1873 à 1876. Il est décédé à Marylebone à l'âge de 59 ans, célibataire, ayant dû se retirer du Parlement en février 1876 en raison d'une aggravation progressive de sa vue, qui aboutit finalement à une cécité totale.